# 褚澄
褚澄（5世纪—483年），表字彦道，南朝宋阳翟（今河南省禹州市）人，驸马都尉褚湛之的儿子，黄门侍郎褚秀之的孙子，他的母亲是宋武帝刘裕的第五女吴郡公主，他是南朝时著名的医术家、医药学家，医术高明。

## 生平简介
褚澄出生于阳翟褚氏，阳翟褚氏是南朝时的低级士族，地位并不高。他的父亲是都乡敬侯褚湛之母亲则是宋武帝的女儿，因此，他是宋武帝的外孙，他有一个同父异母的哥哥褚渊和一个姐姐褚氏，褚氏是刘濬的妻子，刘濬后来和他的兄弟刘劭弑父造反，两兄弟都被处死，而褚氏因为父亲褚湛之和弟弟褚渊投降而幸免于难，但和他离婚了，褚澄则在此事中不受牵连。后来，褚澄又娶了宋文帝刘义隆之女庐江公主为妻，因此拜为驸马都尉，褚澄为官很清明。
刘宋灭亡后，褚澄曾于南齐建元年间（479年—482年）担任过吴郡太守，当时齐武帝的儿子豫章王萧嶷染病，萧道成召他为豫章王医治，豫章王不就就痊愈了，因此被升为左民尚书。褚渊死后，褚澄曾以一千万钱到招提寺赎回齐太祖萧道成赐给褚渊的白貂坐褥，又赎回了褚渊的介帻犀导及他坐过的黄牛，可以说，他是最早的当家。齐武帝永明元年（483年）褚澄为御史中丞袁彖弹劾，因此被免官禁锢，后来真相大白，褚澄又升为侍中，并领右军将军，以谨慎著称，同年去世，褚澄医术高明，能与他媲美的只有东阳人徐嗣。
他写有《杂药方》二十卷及《褚氏遗书》两书，其中《杂药方》已经佚失，《褚氏遗书》则为唐朝人整理收集而成，其女褚令璩为南齐东昏侯萧宝卷的皇后，后被废为庶人。